# Clarkton, Missouri
Clarkton är en ort i Dunklin County i Missouri. Vid 2010 års folkräkning hade Clarkton 1 288 invånare.